# Сону Суд
Сону Суд (енгл. Sonu Sood, Мога, 30. jул 1973) индијски је филмски глумац и продуцент.

## Филмографија
| Улоге Сону Суд |                    |               |                    |          |
| Година         | Српски назив       | Изворни назив | Улога              | Напомена |
| 2008           | Џодха Акбар        |               | Принц Суџамал      |          |
| 2009           | Градски живот      |               | Басу / Питер Пател |          |
| 2010           | Неустрашив         |               | Чеди Синх          | [ 1 ]    |
| 2011           | Шакти              |               | Мухтар             |          |
| 2012           | Максимум           |               | Пратап Пандит      |          |
| 2014           | Срећна Нова година |               | Џагмохан Пракаш    |          |
| 2016           | Ксуанзанг          |               | Харшавархана       |          |
| 2017           | Кунг Фу Jога       |               | Рандал             | [ 2 ]    |

## Награде

### Филмфареова награда
- Награђена
  - 2010. — Филмферова награда за најбољег споредног глумца на jезику телугу у филму Arundhati
- Номинован
  - 2009. — Филмферова награда за најбољег споредног глумца у филму Џодха Акбар

### Интернационална индијска филмска академија
- Номинован
  - 2011. — ИИФА за најбоље перформансе у негативну улогу у филму Неустрашив